# Ilybius quadrimaculatus
Ilybius quadrimaculatus är en skalbaggsart som beskrevs av Aubé 1838. Ilybius quadrimaculatus ingår i släktet Ilybius och familjen dykare. Inga underarter finns listade i Catalogue of Life.